# Barcial del Barco
Barcial del Barco es un municipio y lugar español de la provincia de Zamora, en la comunidad autónoma de Castilla y León. Cuenta con una población de 253 habitantes (INE 2024).

## Geografía
Integrado en la comarca de Benavente y Los Valles, se sitúa a 55 kilómetros de Zamora. El término municipal está atravesado por la autovía Ruta de la Plata (A-66) y por la carretera N-630, entre los pK 223 y 226. El relieve del municipio está definido por el valle del río Esla por el oeste y por una extensa llanura propia de la meseta castellana por el este. La altitud oscila entre los 720 metros al este y los 690 metros a orillas del Esla. El pueblo se alza a 714 metros sobre el nivel del mar. 
| Noroeste: Santa Colomba de las Monjas                   | Norte: Villanueva de Azoague | Nordeste: Villanueva de Azoague |
| Oeste: Santa Colomba de las Monjas y Villaveza del Agua |                              | Este: Vidayanes                 |
| Suroeste: Villaveza del Agua                            | Sur: Villaveza del Agua      | Sureste: San Agustín del Pozo   |

## Historia

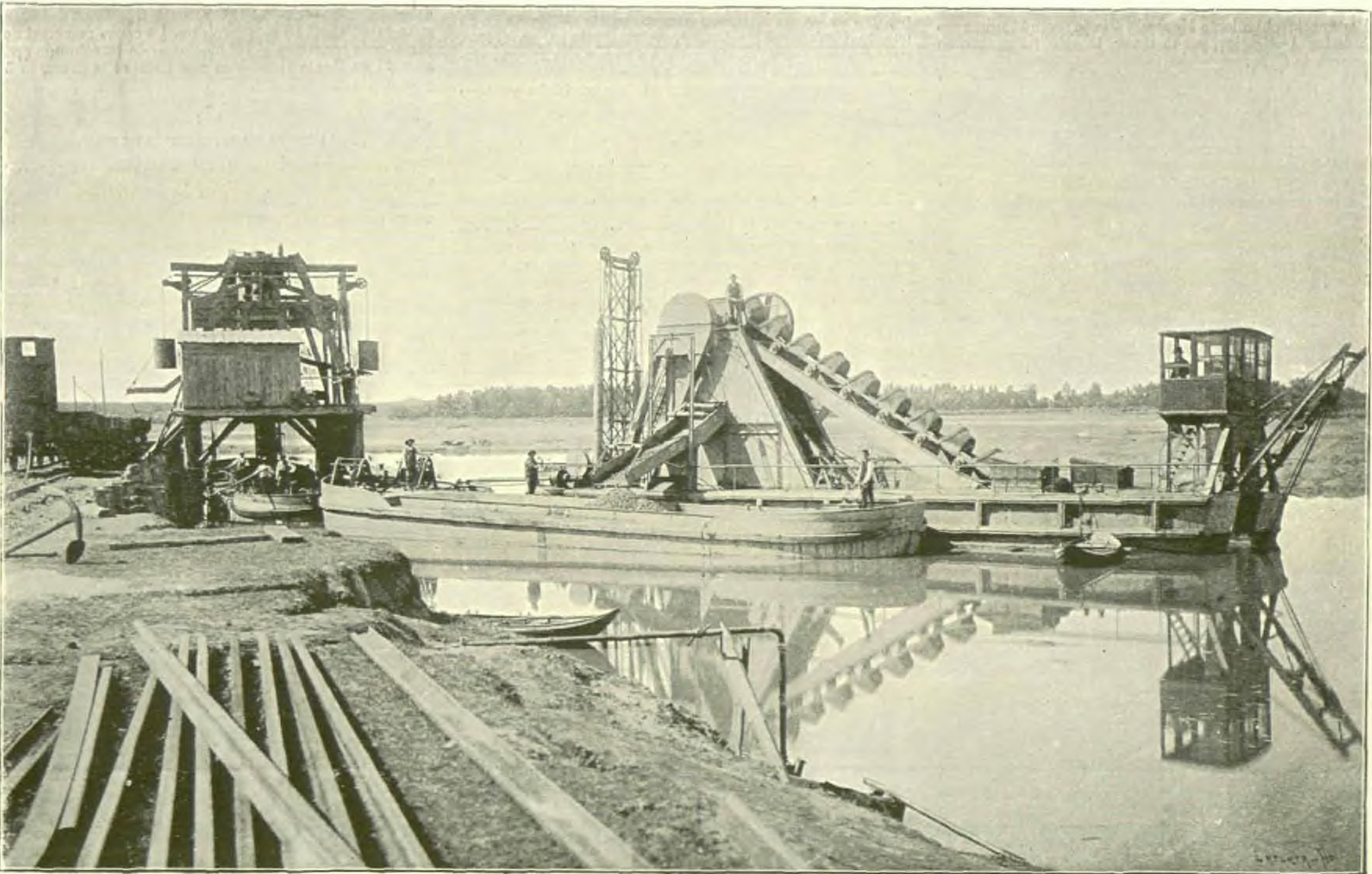
Barcial del Barco: línea férrea de Plasencia-Astorga; draga eléctrica sistema Bunau-Varilla, instalada en el río Esla, para la extracción de balasto (1896)

La victoria en el año 878 de los ejércitos de Alfonso III en la batalla de la Polvorosa fue decisiva para la posterior repoblación de Barcial del Barco, que quedó integrado en el Reino de León.
Durante la Edad Moderna, Barcial fue una de las poblaciones que formó parte de la provincia de las Tierras del Conde de Benavente, encuadrándose dentro de esta en la Merindad de Allende el Río y la receptoría de Benavente.
No obstante, al reestructurarse las provincias y crearse las actuales en 1833, Barcial del Barco pasó a formar parte de la provincia de Zamora, dentro de la Región Leonesa, quedando integrado en 1834 en el partido judicial de Benavente.

## Geografía humana

### Demografía
Cuenta con una población de 253 habitantes (INE 2024).
| Gráfica de evolución demográfica de Barcial del Barco entre 1842 y 2021                                               |
| |
| Población de derecho según los censos de población del INE. Población de hecho según los censos de población del INE. |

### Economía

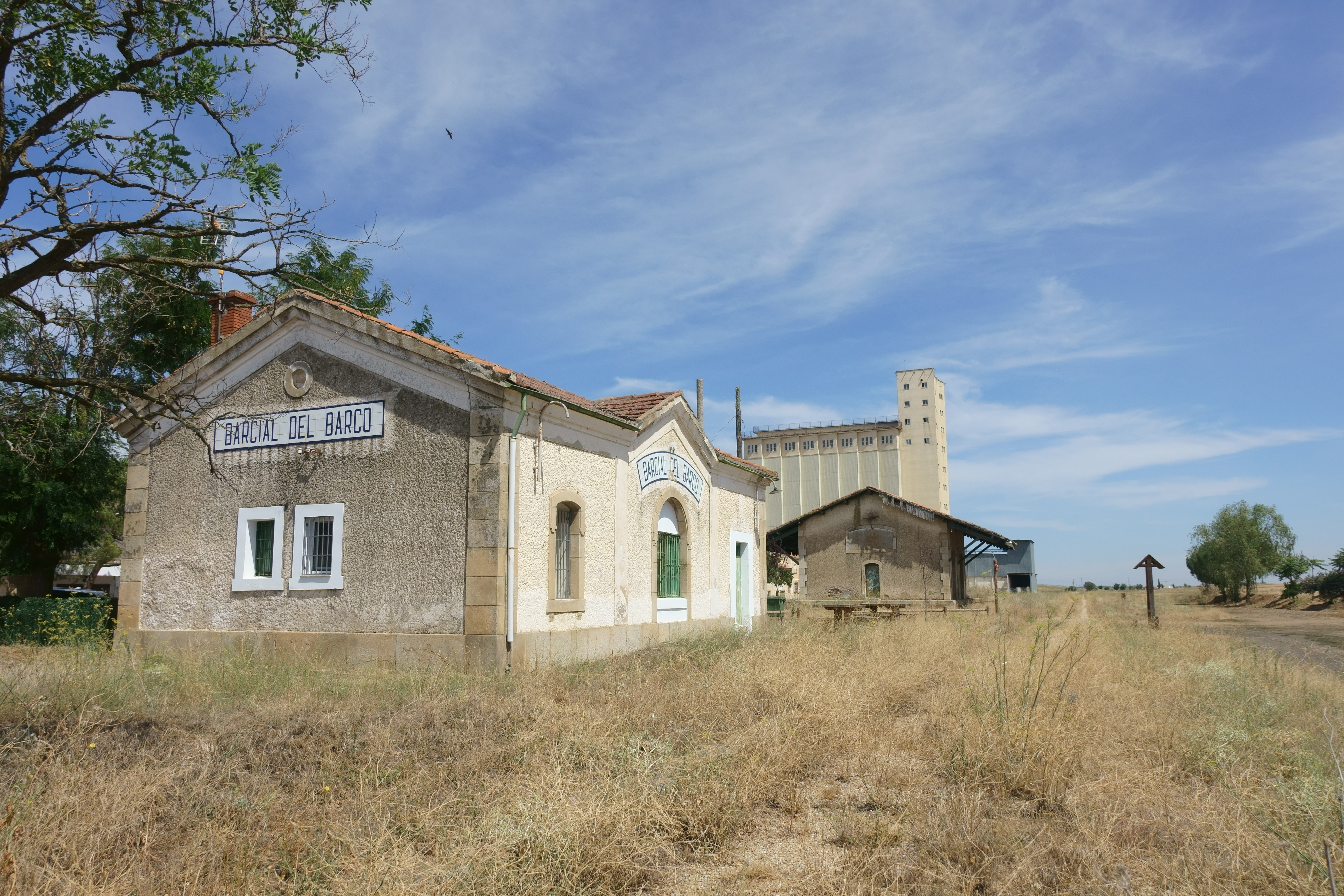
Antigua estación de la línea Plasencia-Astorga

Pertenece a la indicación geográfica, con derecho a la mención vino de calidad, de Valles de Benavente.

## Cultura

### Patrimonio

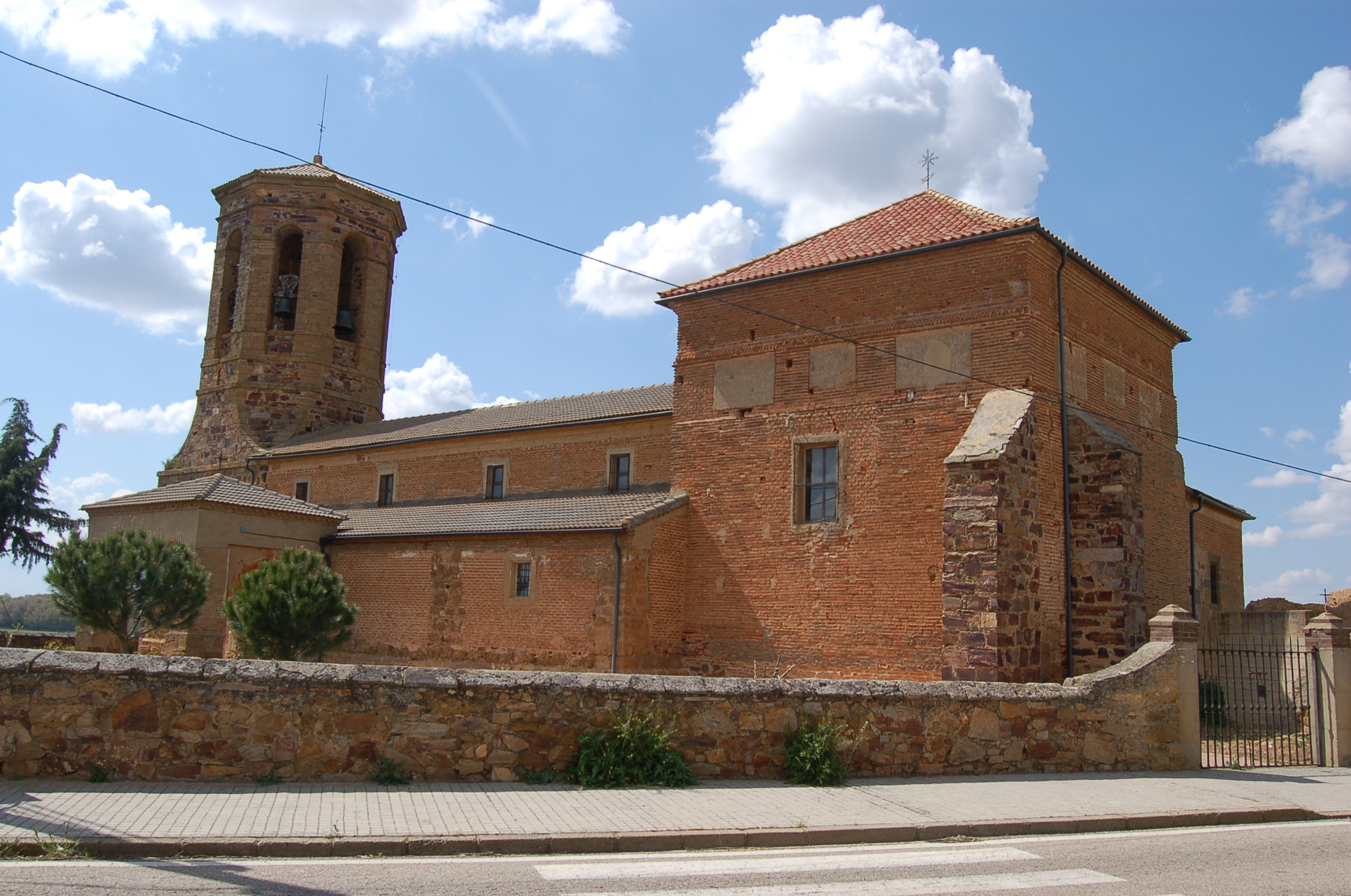
Iglesia

Lo más destacable de la localidad es la iglesia de Santa Marina, que posee una bella torre que arranca de forma cuadrangular y se hace octogonal a media altura.

### Fiestas
Celebra sus fiestas el 18 de julio en honor a Santa Marina, celebrando también San Isidro Labrador, el 15 de mayo.